# Cour suprême du Bhoutan
La Cour suprême du Bhoutan (དངོན་མཐོ་ཁྲིམས་འདུན་ས།) est l'institution en charge de l'interprétation et de la révision de la Constitution du royaume du Bhoutan.
Elle est composée d'un juge en chef, Chogyal Dago Rigdzin, ainsi que de 5 juges adjoints.

## Liste des juges en chef
| # | Nom                         | Mandat                             |
| - | --------------------------- | ---------------------------------- |
| 1 | Lyonpo Sonam Tobgye         | 21 février 2010 - 14 novembre 2014 |
| 2 | Dasho Tshering Wangchuk     | 28 novembre 2014 - 2019            |
| 3 | Lyonpo Chogyal Dago Rigdzin | juin 2020 - actuel                 |